# Rhampholyssodes
Rhampholyssodes là một chi bọ cánh cứng trong họ Meloidae.
Chi này được miêu tả khoa học năm 1983 bởi Kaszab.

## Các loài
Chi này gồm các loài:
- Rhampholyssodes pitcheri Kaszab, 1983